# Mô hình 7:3
Mô hình 7:3 là mô hình sản xuất kinh tế kết hợp giữa khai thác nguồn lợi rừng phòng phòng hộ ven biển và nuôi trồng thủy sản.

## Mô hình
Mô hình gồm hai phần được phân chia theo tỉ lệ 7:3 hay 70% và 30%. Trong đó, đối tượng phân chia là diện tích đất. Người nông dân được cấp quyền sử dụng đất sẽ sử dụng 70% diện tích vào quản lý đất rừng phòng hộ, 30% diện tích còn lại được phép sử dụng làm mặt nước nuôi trồng thủy sản.
Lê Minh Kháng, một người dân ở ấp Sáu Biển, xã Nam Thái, huyện An Biên được xem là người đầu tiên sáng tạo nên mô hình kết hợp này vào năm 1992. Với diện tích được giao khoán 8 ha, ông sử dụng theo tỉ lệ 70% trồng rừng gồm cây mắm, cây đước; diện tích mặt nước 30% ông nuôi tôm sú, cua, cá,... phần đất rừng là nơi thuận lợi được ông sử dụng nuôi ba khía. Năm 2011 theo Quyết định số 25/QĐ-UBND ngày 28/7/2011 của UBND tỉnh Kiên Giang, đất được cấp cho nhiều hộ dân để phát triển theo mô hình này.
Mục đích của mô hình là giải quyết vấn đề dân sinh, nhu cầu việc làm của người dân tại một địa phương; khai thác tốt nguồn lợi kinh tế và bảo vệ tốt hơn với các cánh rừng phòng hộ. Theo chính sách của chính quyền tỉnh Kiên Giang, Việt Nam, họ gọi đây là "phát triển các mô hình kinh tế dưới tán rừng phòng hộ ven biển". Điều này thúc đẩy phát triển kinh tế- xã hội các xã địa phương ven biển của Kiên Giang, đồng thời góp phần chống biến đổi khí hậu.

## Ứng dụng
Mô hình được ứng dụng đầu tiên ở Kiên Giang, địa phương có gần 50 km bờ biển, trong đó có nhiều cánh rừng phòng hộ kéo dài. Việc giao đất cho người dân các địa phương và tổ chức mô hình này góp phần bảo vệ rừng, khai thác nguồn lợi biển ở gần bờ, ngăn chặn hiệu quả hơn hành vi khai thác thủy hải sản trái phép. Các hợp tác xã và tổ hợp tác lập ra liên kết các hộ dân để liên kết sản xuất tiêu thụ thủy sản.
Xen lẫn với đất rừng, người dân nuôi cá trên biển, khu vực nước lợ và nước ngọt. Không chỉ cá, tôm mà còn nuôi nghêu, sò, hến tại các bãi bồi. Mô hình đã triển khai tại các xã Bình Giang, Bình Sơn, Lình Huỳnh, Thổ Sơn, Sơn Bình,... Tính riêng huyện An Minh, 721 hộ nhận khoán 2.226 ha đất rừng ven biển, vùng này phát triển nuôi sò huyết dưới tán rừng, thu nhập được ước tính vào năm 2005 lãi 70 - 160 triệu đồng/ha/hộ.